# Paul Cook
Paul Thomas Cook (Londres, 20 de juliol de 1956) és un bateria anglès i membre del grup de punk-rock The Sex Pistols. També era conegut com a "Cookie" pels seus amics de l'escena musical punk.

## Carrera i vida primerenca

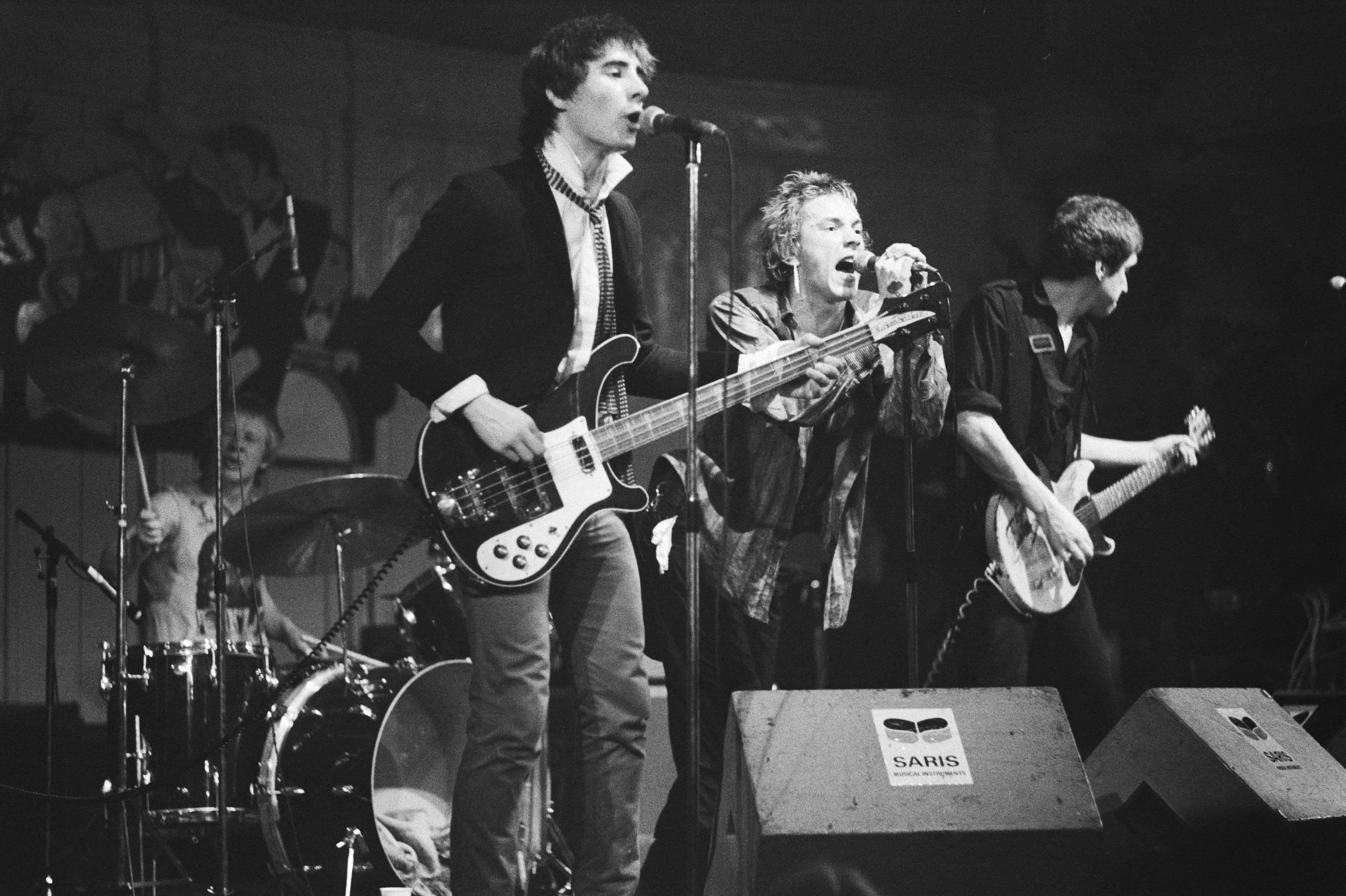
Els Sex Pistols actuant en Amsterdam,1977.

En Cook va ser criat en Hammersmith i va assistir Christopher Wren School, ara Phoenix High School, en White City Estate, Shepherds Bush (Londres), on va conèixer Steve Jones. Esdevingueren bons amics i mentre anaven fent absentisme escolar. Entre 1972–1973, Cook i Jones, juntament amb l'amic comú de l'escola, Wally Nightingale, van formar una banda, The Strand. Durant els següents tres anys The Strand evolucionaria als Sex Pistols.

## Carrera més tardana
Després del trencament sobtat dels Sex Pistols després del seu concert final dins San Francisco el 14 de gener de 1978, Cook i en Jones inicialment treballaren en la banda sonora de la pel·lícula de Julien Temple, The Great Rock'n Roll Swindle. Els dos també enregistraren unes quantes cançons utilitzant el nom de Sex Pistols, amb Cook com a cantant principal en la versió d'àlbum de la cançó "Silly Thing". El parell llavors va formar una banda nova, The Professionals, amb Andy Allan. Allan va causar alguns problemes legals; va tocar el baix en "Silly Thing" i el primers pocs enregistraments de Professionals, però no va tenir cap contracte d'enregistrament i no va estar ni acreditat en les cançons ni pagat per la seva feina. En conseqüència, l'àlbum de recopilació de Virgin Records Cash Cows, que comptava amb la pista de The Professionals "Kick Down the Doors" va ser retirat. En Cook i En Jones van tocar junts en l'àlbum sol de Johnny Thunders, So alone.
Van treure quatre singles, van enregistrar un LP autotitulat (The Professionals) que restà arxivat fins al 1990, i van lliurar I Didn't see it coming en novembre de 1981. La gira americana de la banda per promocionar l'àlbum va ser tallada en sec quan els de membres de la banda, Cook, Paul Myers, i Ray McVeigh van ser ferits en un accident de cotxe. Mentre The Professionals van retornar a Amèrica en la Primavera de 1982 després de la recuperació dels problemes de drogues de Jones i Myers que van limitar les perspectives de la banda. Van declinar una oferta d'encapçalar l'obertura de gira de The Clash, i van finalitzar llur activitat com a banda.
A començaments dels 1980s, Cook, juntament amb Jones, van descobrir el nou grup de noies de música New Wave Anglesa Bananarama. En Cook va ajudar el trio enregistrar el seu single de debut, "Aie a Mwana", i treballà com a productor en el seu llur àlbum de debut de 1982 Deep Sea Skiving.
A acabaments de al dècada dels vuitanta, va tocar amb els Chiefs of Relief del guitarrista de Bow Wow Wow Matthew Ashman, i, després d'un període fora de la indústria de música, va tocar amb Phil Collen en els anys noranta. Es reuní amb els supervivents de The Sex Pistols en 1996 per fer la gira mundial Filthy Lucre Live.
The Sex Pistols, incloent Paul Cook, va jugar oferir una actuació pel 30è aniversari de Never Mind The Bollocks, Here's The Sex Pistols al Brixton Academy el 8 de novembre de 2007. A causa de demanda popular, sis actuacions més van ser afegides i anunciades: Dues per al 9 i 10 de novembre, i quatre en dates més llunyanes.
Dins 2008, els Sex Pistols va aparèixer al Isle of Wight Festival com a principal acte en la nit de dissabte, al Peace and Love Festival en Suècia, el Viu a Loch Lomond Festival en Escòcia, i el Summercase Festival en Madrid.
Cook fou bateria amb Man-Raze, el qual també va presentar Phil Collen de Def Leppard i el seu amic Simon Laffy que solien tocar en la banda de Collen anterior a Def Leppard, anomenada Girl. Van comercialitzar un àlbum de debut Surreal en 2008, i viatjaren per tot el Regne Unit a finals de 2009 oferint concerts.
Dins 2011, en Paul es va unir a Vic Godard i Subway Sect, i va renovar les seves col·laboracions amb Paul Myers dels Professionals. Pau Cook ha treballat amb Godard, intermitentment, durant dues dècades. Van anar de tour durant el 2012, i en març de 2012, va enregistrar "1978 Now" amb Edwyn Collins.
En la celebració de l'alliberament del conjunt de tres discs (The Complete Professionals) per Universal Grup Music el 16 octubre de 2015, Cook i Steve Jones substituït provisionalment per Tom Spencer, es van reunir amb The Professionals per un concert al 100 Club. En gener de 2016, la banda va anunciar una tres gira de tres espectacles de 17 a de 19 Març. Un espectacle anunciant la reunió del grup Rich Kids s'havia de celebrar a O2 Shephereds Bush Empire el 16 maig. Però l'espectacle s'ajornà al 23 juny a causa de feines d'obres en l'estructura del local.

## Vida personal
En Cook viu en Hammersmith amb la seva muller, Jeni Cook, anteriorment de Culture Club, i la seva filla, Hollie Cook, un músic en solitari. Treballa com a músic de sessió per Edwyn Collins. En Paul Cook també jugà a futbol per al Hollywood United.